# 창고기속
창고기속(Branchiostoma)은 창고기목에 속하는 두삭동물 속의 하나이다. 창고기과(Branchiostomidae)의 유일속이다. 북대서양 연안 등에서 서식한다. 약 5억5천만 년 전에 척추동물과 공통 조상에서 분리되었다.

## 하위 종
- B. belcheri
- 캘리포니아창고기 (B. californiense)
- B. capense
- 카리브창고기 (B. caribaeum)
- B. clonaseum
- 플로리다창고기 (B. floridae)
- 창고기 (B. lanceolatum)
- B. minucauda
- B. moretonensis
- B. valdiviae
- 버지니아창고기 (B. virginiae)
- B. wholemount